# 赤水河菌属
赤水河菌属（学名：Chishuiella）为威克斯氏菌科的一个属。

## 下属物种
本属包括以下物种：
- 李长文氏赤水河菌 Chishuiella changwenlii Zhang et al., 2014，分离自赤水河淡水。[2]本种以国台酒业集团总工程师李长文的名字命名